# 66号州际公路
66号州际公路（英語：Interstate 66）是一条美国东部的州际公路。如其偶数编号所示，它沿东西方向运行。该公路连接了华盛顿哥伦比亚特区和弗吉尼亚州弗雷德里克县，全长76.38英里。它的西端位于弗吉尼亚州米德尔敦附近，与I-81交汇；它的东端位于华盛顿特区，与美国29号公路交汇。公路许多路段与美国29号公路或弗吉尼亚州55号公路平行。66号州际公路与位于美国不同地区的著名的美国66号公路没有实际或历史联系。
E街高速公路是66号州际公路在华盛顿特区雾谷附近的支线。